# Frederik Berregaard
 Der er flere personer med dette navn, se Frederik Berregaard til Kølbygård.
Frederik Berregaard (10. august 1724 på Ørslev Kloster – 29. oktober 1757 i Warszawa) var en dansk godsejer og diplomat.
Han var eneste søn af oberstløjtnant Frederik Berregaard (der med udmærkelse havde tjent i den Spanske Arvefølgekrig og i Den Store Nordiske Krig og døde 1724) og af Marie f. de Lasson (død 1747). I en alder af 18 år foretog han en fireårig udenlandsrejse under ledsagelse af Tycho de Hofman, som bl.a. førte ham til Leiden, hvor han studerede 1744, og til Paris, hvor han blev malet af Louis Tocqué (ca. 1745, maleri i Statens Museum for Kunst).
1746 blev Berregaard kammerjunker, fik 1747 sæde i Højesteret uden votum, blev 1749 kammerherre og fik 1750 votum i Højesteret. I 1750 udnævntes han til envoyé ved det polske og kursachsiske hof og døde som sådan i Warschau 1757. Som diplomat spillede han ingen rolle, derimod omtales han som en mand med interesse for kunst og videnskab. Efter faderen arvede han en betydelig formue og ejede Ørslev Kloster, Starupgård og Strandet. Han var to gange gift, 1. gang (9. april 1750 i Christiansborg Slotskirke) med baronesse Sophie Elisabeth Holck fra Holckenhavn (død 1751), og 2. gang (16. august 1752) med grevinde Frederikke Henriette von Bünau, men havde ingen børn med dem.